# さいたま市私立保育園協会
一般社団法人さいたま市私立保育園協会（いっぱんしゃだんほうじんさいたまししりつほいくえんきょうかい）は、埼玉県さいたま市桜区に本部を置く一般社団法人。

## 概要
さいたま市内126園の私立保育園が加盟している団体である。

## 沿革
- 2009年（平成21年）7月1日 - 協会設立。

## 加盟園
以下は、2020年5月時点での加盟園である。
西区
- あおぞら西保育園
- 明日香保育園
- おうぎの森保育園
- 西遊馬保育園
- 西大宮青藍保育園
- 西大宮どんぐり保育園
- 野の花すみれ保育園
- まみ保育園
- 未来ほしの子保育園

北区
- あい音保育園
- うぃず日進駅前保育園
- うぐす保育園日進
- えがお保育園
- 大宮さくら保育園
- 大宮つぼみ保育園
- 大宮日進さくらんぼ保育園
- 大宮むさしの保育園
- くすのき保育園
- 今羽保育園
- ハーモニー保育園
- 東大成ひなた保育園
- 本郷保育園
- 遊美保育園
- ゆうりん保育園
- まーぶる保育園

大宮区
- あおぞらウィンクルム保育園
- 桜花保育園
- 大成たいよう保育園
- 大宮すこやか保育園
- 白菊保育園
- 新都心ひなた保育園
- みずほ保育園大宮天沼
- もとの木保育園
- らそ保育園
- 桜花第二保育園
- 大宮西口ひなた保育園

見沼区
- アーバンみらい東大宮プライムキッズガーデン保育園
- あすなろ保育園
- あすなろ若葉保育園
- 大宮みぬま保育園
- きらめき保育園
- ふたば保育園
- ふたば夢保育園
- 風渡野保育園
- まきば保育園
- 見沼あかね保育園
- やまばと保育園
- ルミエール保育園

中央区
- あおぞら保育園
- さいたまちとせ保育園
- 茶々すずや保育園
- まどか保育園
- みずほ保育園与野新中里
- 南よの虹保育園
- 与野ひなどり保育園
- 与野本町駅前保育所おひさま保育園
- リトルやまゆり保育園

桜区
- いちご桜保育園
- 浦和ひなどり保育園
- 聖徳保育園
- 菁莪保育園
- たじま絆保育園
- ひまわりDo・Do保育園
- ひまわりDo・Do第2保育園
- 若草保育園
- わらしべ保育園
- わらしべ第二保育園

浦和区
- 浦和たいよう保育園
- うらわポポロ
- うらわライトハウス保育園
- エンゼル保育園
- 上木崎保育所（ひだまり保育園）
- 北浦和駅前保育園
- 椎の実保育園
- 常盤こころ保育園
- 常盤たいよう保育園
- ひまわり乳児保育園
- ふらっとセントラル保育園
- 木崎たいよう保育園

南区
- あおば保育園
- いちご保育園
- いちごの里保育園
- いちご南保育園
- こびとの森保育園
- さい桜保育園
- さいたまたいよう保育園
- 彩の森保育園
- 保育園第2萌夢
- チャイルドスクエアむさしうらわ
- 南浦和たいよう保育園
- 向こころ保育園
- 武蔵浦和ひなた保育園
- 保育園萌夢
- はれぞら保育園
- いちごの花保育園

緑区
- あいう園浦和美園ウィングシティ保育園
- あいう園美園浦和美園駅前保育園
- エンゼル乳幼児園
- きらり遊愛保育園
- こぐま保育園
- 第2東浦和みどり保育園
- 東浦和たいよう保育園
- 東浦和みどり保育園
- ブライト保育園浦和美園
- ふらっと保育園
- 保育園ナチュラル
- けやきの森芝原園
- 松木保育園
- みう保育園
- めだか保育園
- るい保育園
- きらりつばさ保育園
- 浦和みその保育園
- くまの子倶楽部三室保育園本館
- 遍照浦和美園保育園
- つばき保育園

岩槻区
- 岩槻保育園
- 岩槻さくら保育園
- かわいデイナースリー保育園
- きらり保育園
- しらこばと保育園
- たちばな保育園
- 東武保育園
- 東岩槻保育園
- 美園リズム保育園
- リズム保育園
- きらり白砂保育園

## 本部所在地
- 埼玉県さいたま市桜区西堀5-5-3